# Jacob Anatoli
Jacob Anatoli o Jacob ben-Abba-Mari ben-Simón (c. Provenza, 1194-1256) fue un filósofo, predicador y médico judío, cuya  obra se componía de homilías filosóficas,y un  traductor de textos árabes al hebreo. Fue el responsable de llevar un programa completo de lógica aristotélica a la judería europea del siglo siglo XIII. Era yerno de Samuel Ibn-Tibbon y seguidor de la filosofía de Maimónides. 
Fue invitado a Nápoles por Federico II para hacer traducciones. El emperador le pagó una anualidad de su bolsillo privado para esto.  Como filósofo escéptico, presentaba argumentos contra la posibilidad de un conocimiento seguro tanto de la ciencia aristotélica como de los principios de la creencia religiosa y promovía el diálogo constante, incluso el debate entre las afirmaciones en pugna por el conocimiento.Anatoli creía que la religión expresa simbólicamente verdades filosóficas.
Una recopilación de su obra apareció en Malmad ha-Talmidim (“La instrucción de los estudiantes”).
Sus trabajo consistían en un interrogatorio dialéctico entre la ciencia y la religión.Pensaba, al igual que Averroes, que la religión y la filosofía se mueven en direcciones similares.
Bajo el patronazgo real, y en asociación con Michael Scot, Anatoli preparó una traducción de Aristóteles al latín e hizo el aprendizaje del árabe accesible a los lectores occidentales.Sus trabajos más importantes fueron las traducciones de textos de Averroes.Junto a  su cuñado, Moisés Ibn Tibbon, escribió una serie de comentarios independientes sobre la Biblia y tradujo el corpus lógico y científico aristotélico en forma de Comentarios Medios de Averroes del árabe al hebreo.
Su posición racionalista lo llevó a intentar explicar los milagros de las Escrituras del Antiguo Testamento de una manera natural.